# Hotingtravet
Hotingtravet är en travbana i orten Hoting i Strömsunds kommun i Jämtlands län. Hotingtravet har endast tre tävlingsdagar per år, som alla avgörs under en och samma vecka under sommaren.

## Om banan
Hotingtravet invigdes den 12 augusti 1967 och banan drivs av Västra Ångermanlands Travsällskap som grundades 1957. Banan mäter endast 800 meter (en av fem i landet), och upploppet är 160 meter.